# Stazione di Minerbe
La stazione di Minerbe è una stazione ferroviaria della dismessa ferrovia Treviso – Ostiglia, posta all'interno del comune di Minerbe. Era situata alla progressiva chilometrica 26+275 della predetta strada ferrata.

## Storia
La stazione di Minerbe fu aperta il 19 aprile 1925, come stazione intermedia del primo tronco della nuova ferrovia Treviso-Ostiglia, tronco del tratto Legnago-Cologna Veneta.
Il servizio passeggeri fu interrotto il 2 settembre 1967, mentre il servizio merci proseguì sino alla chiusura della linea, nel 1987. Nel 1993 la stazione fu disabilitata al transito dei convogli merci.
Sino al 1997, anno del disarmo del tronco Legnago-Cologna Veneta, il binario di corsa nei pressi della stazione fu utilizzato per l'accantonamento di svariate carrozze Centoporte destinate alla demolizione.

## Strutture ed impianti
La stazione era dotata di un fabbricato viaggiatori a pianta rettangolare e a due livelli. Al piano inferiore erano posizionate la sala d'attesa, l'ufficio movimento e il deposito bagagli. Il piano superiore un tempo era riservato ad abitazione. Tutti questi locali sono attualmente abbandonati.
La stazione era inoltre dotata di uno scalo merci e fino al 1987 fu raccordata con un'azienda ortofrutticola del territorio minerbese.